# Gnophos pyrenaica
Gnophos pyrenaica là một loài bướm đêm trong họ Geometridae.